# Claire Genoux

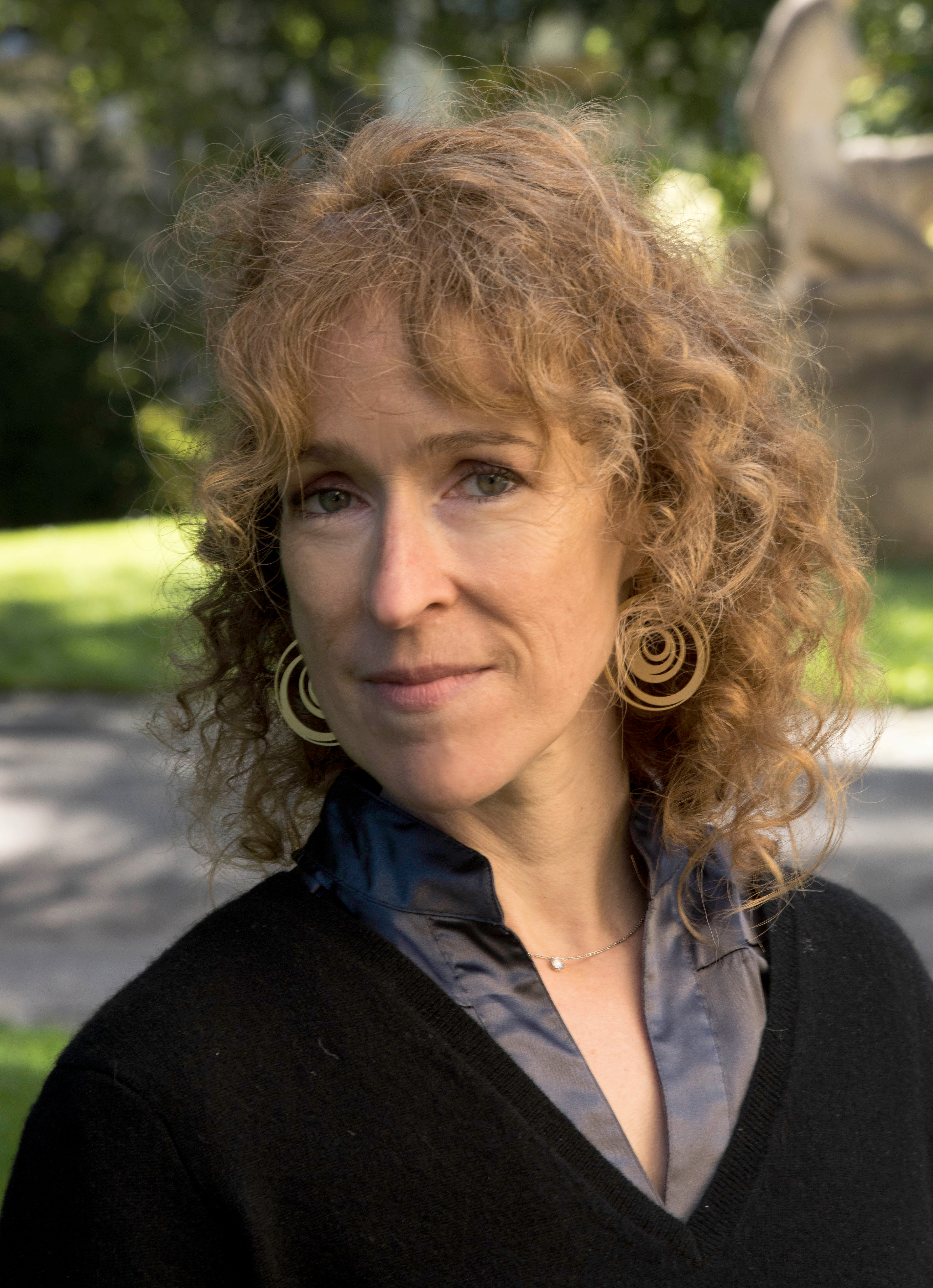
Claire Genoux (2019)

Claire Genoux (* 8. September 1971 in Lausanne, Kanton Waadt) ist eine Schweizer Schriftstellerin.

## Leben
Claire Genoux studierte Französische Literatur an der Universität Lausanne. Sie unterrichtet am Schweizerischen Literaturinstitut in Biel/Bienne.
Genoux ist Mitglied des Schriftstellerverbands Autorinnen und Autoren der Schweiz (AdS) und lebt in Lausanne.

## Auszeichnungen
- 1999: Poesiepreis C.-F. Ramuz
- 2022: Prix Rambert

## Werke
- Soleil ovale. Erzählung. Empreintes, Lausanne 1997
- Saisons du corps. Erzählung. Empreintes, Moudon 1999
- Poitrine d’écorce. Erzählungen. Campiche, Orbe 2000
- L’Heure apprivoisée. Gedichte. Campiche, Orbe 2004
- Ses pieds nus. Erzählungen. Campiche, Orbe 2006
- Faire feu. Gedichte. Campiche, Orbe 2008
- La Barrière des peaux. Roman. Campiche, Orbe 2014, ISBN 978-2-88241-390-1.
- Lynx. Roman. Éditions Corti, Paris 2018, ISBN 978-2-7143-1211-2.
- Giulia. Erzählung. BSN Press, Lausanne 2019, ISBN 978-2-940648-02-3.
- Les seules. Gedichte. Éditions Unes, Nizza 2021, ISBN 978-2-87704-225-3.